# Condado de Jefferson (Virginia Occidental)
El condado de Jefferson (en inglés: Jefferson County), fundado en 1801, es uno de los 55 condados del estado estadounidense de Virginia Occidental. En el año 2000 tenía una población de 42.190 habitantes con una densidad poblacional de 78 personas por km². La sede del condado es Charles Town. El condado también forma parte del área metropolitana de Washington D. C..

## Geografía
Según la Oficina del Censo, el condado tiene un área total de 549 km² (212 mi²), de la cual 544 km² (210 mi²) es tierra y 5 km² (1,9 mi²) (0.96%) es agua.

### Condados adyacentes
- Condado de Washington - norte
- Condado de Loudoun - este
- Condado de Clarke - suroeste
- Condado de Berkeley - noroeste

### Carreteras
- U.S. Highway 340
- Ruta de Virginia Occidental 9
- Ruta de Virginia Occidental 45
- Ruta de Virginia Occidental 51
- Ruta de Virginia Occidental 115 (Old West Virginia Route 9)

## Demografía
En el 2000 la renta per cápita promedia del condado era de $44,374, y el ingreso promedio para una familia era de $51,351. En 2000 los hombres tenían un ingreso per cápita de $35,235 versus $26,531 para las mujeres. El ingreso per cápita para el condado era de $20,441. Alrededor del 10.30% de la población estaba bajo el umbral de pobreza nacional.

## Comunidades

### Ciudades y pueblos incorporados
| - Bolivar - Charles Town - Harpers Ferry | - Ranson - Shepherdstown |

### Comunidades no incorporadas
| - Bakerton - Bardane - Blair - Bloomery - Blue Ridge Acres - Browns Corner - Clips Mill - Duffields - Egypt | - Engle - Franklintown - Halltown - Jamestown - Johnsontown - Kabletown - Kearneysville - Keyes Ferry Acres - Leetown | - Mannings - Mechanicstown - Mechlenberg Heights - Meyerstown - Middleway - Millville - Moler Crossroads - Mountain Mission - Reedson | - Rippon - Riverside - Shannondale - Shenandoah Junction - Silver Grove - Skeetersville - Summit Point - Uvilla - Wheatland |